# 向谷 (島田市)
向谷（むくや）は静岡県島田市の町名。一丁目～四丁目まで設置されている。また、二丁目のみ住居表示実施済。

## 地理
島田市の中南部、島田地区の西部に位置する。東で三ツ合町、西で向島町、南で稲荷（一丁目・二丁目）、北で伊太及び向谷元町と接する。

### 河川
- 大井川

## 歴史
東海道五十三次の23番目の宿場町である島田宿のあった島田地区（旧島田町）では通称地名が使用されていたものの、正式ではなかったため島田市○○○○番地と表記するようになっていた。それでは不便であったため、住居表示や町の新設事業、土地区画整理事業を行ってきた。

### 沿革
- 1889年（明治22年）4月1日 - 町村制の施行により、志太郡島田宿が単独で志太郡島田町となる[WEB 6]。
- 1948年（昭和23年）1月1日 – 島田町が市制施行し、島田市となる。
- 1979年（昭和54年）6月1日 - 住居表示の実施に伴い、向谷二丁目が新設される。[WEB 7]。
- 2002年（平成14年）2月12日 - 町の新設事業に伴い、字なしの一部から向谷一丁目・三丁目・四丁目が新設される。これにより、向谷は一丁目～四丁目となる[WEB 7]。

## 施設
- 島田市立島田第一保育園
- 社会福祉法人嬰育会 島田ゆりかご保育所
- ハラダ製茶 向谷工場
- セブン-イレブン島田向谷1丁目店
- ファミリーマート島田向谷店

## 交通

### バス
- 島田市コミュニティバス
  - 伊久身線：（島田駅前 方面 - ）向谷四丁目 - 向谷中 - 向谷西 - 向谷水門（ - 御堂沢 方面）
    - なお、伊久身線の向谷四丁目停留所は県道64号上にある。

  - 相賀線：（島田駅前 方面 - ）向谷四丁目 - 向谷一丁目 - 竜泉院（ - 上相賀 方面）
    - なお、相賀線の向谷四丁目停留所は島田市道若松町向谷線上にある。

  - 川根温泉線：（島田駅前 方面 - ）向谷一丁目 - 竜泉院（ - 川根温泉ホテル 方面）

### 道路
- 国道1号（島田金谷バイパス） - 向谷ICが設置されている。
- 静岡県道64号島田川根線（はなみずき通り）

## その他

### 学区
小学校・中学校の学区は以下の通りである。
| 番・番地等 | 小学校                 | 中学校                 |
| ---------- | ---------------------- | ---------------------- |
| 全域       | 島田市立島田第一小学校 | 島田市立島田第一中学校 |

### 警察
警察の管轄区域は以下の通りである。
| 番・番地等 | 警察署     | 交番・駐在所 |
| ---------- | ---------- | ------------ |
| 全域       | 島田警察署 | 稲荷交番     |

### WEB
1. ↑  “h02_22.csv”.   総務省 (2022年2月10日). 2025年7月18日閲覧。
2. ↑  “静岡県島田市 (22209)”.   人文学オープンデータ共同利用センター. 2025年7月18日閲覧。
3. ↑  “静岡県 > 島田市の郵便番号一覧 - 日本郵便株式会社”.   日本郵便. 2025年7月18日閲覧。
4. ↑  “市外局番の一覧”.   総務省 (2022年3月1日). 2025年7月18日閲覧。
5. ↑  “事業所案内及び管轄地域（事務所3件、分室3件）”.   一般社団法人静岡県自動車会議所. 2025年7月18日閲覧。
6. ↑  “historyofcities.pdf”.   静岡県総務部合併推進室・財団法人静岡県市町村振興協会. 2025年7月18日閲覧。
7. 1 2  “R040327jyushokyusin.pdf”.   島田市 (2022年3月22日). 2025年7月18日閲覧。
8. ↑  “学区一覧 - 島田市公式ホームページ”.   島田市 (2024年4月1日). 2025年7月18日閲覧。
9. ↑  “稲荷交番｜静岡県警察”.   静岡県警察 (2023年7月18日). 2025年7月18日閲覧。